# Car Crash (film, 2017)
Ne doit pas être confondu avec L'Enfer en quatrième vitesse.
Pour plus de détails, voir Fiche technique et Distribution.
Car Crash (hangeul : 하루 ; RR : Haru ; litt. « Jour ») est un film sud-coréen réalisé par Cho Seon-ho et sorti en 2017. Il s'agit du premier long métrage du réalisateur.
Il totalise plus d'un million d'entrées au box-office sud-coréen de 2017.

## Synopsis
Kim Joon-yeong est un célèbre chirurgien thoracique, mais il n'est pas un très bon père avec sa fille Eun-jung. Un jour, il la voit mourir devant lui dans un accident de la route. À partir de ce moment, le même jour se répète et il va s’appuyer sur l’ambulancier Lee Min-cheol pour briser le cycle et sauver sa fille.

## Fiche technique
Sauf indication contraire ou complémentaire, les informations mentionnées dans cette section peuvent être confirmées par la base de données de KMDb
- Titre original : 하루
- Titre français : Car Crash
- Titre international : A Day
- Réalisation : Cho Seon-ho
- Scénario : Cho Seon-ho et Lee Sang-hak
- Musique : Mowg
- Décors : Cho Jeong-eun
- Costumes : Yoo Ji-yeon
- Photographie : Kim Ji-yong
- Son : Kim Chang-seop
- Montage : Sin Min-kyeong
- Production : Lee Sang-hak
- Production déléguée : Song Ji-eun
- Société de production : Film Line
- Société de distribution : CGV Arthouse
- Pays de production :  Corée du Sud
- Langue originale : coréen
- Format : couleur - 35 mm
- Genre : thriller à énigme, drame
- Durée : 90 minutes
- Date de sortie :
  - Corée du Sud : 15 juin 2017
  - France : 9 septembre 2017 (L'Étrange Festival) ; 15 juin 2023 (DVD)

## Distribution
- Kim Myung-min : Kim Joon-yeong
- Byun Yo-han (en) : l’ambulancier Lee Min-cheol
- Yoo Jae-myung : Kang-sik
- Shin Hye-sun : Mi-kyeong
- Jo Eun-Hyung : Eun-jeong

## Production
Assistant réalisateur des films — entre autres Once Upon a Time (원스 어폰 어 타임, 2008) de Jeong Yong-ki et Killer Toon (더 웹툰: 예고살인, 2013) de Kim Yong-gyun, Cho Seon-ho tente son premier long métrage sur les boucles temporelles, produit par la société Film Line et distribué par CGV Arthouse.
Début juillet 2016, selon son agence YNK Entertainment, Shin Hye-sun confirme son rôle de Mi-kyung et avoue être « heureuse de pouvoir travailler avec Kim Myung-min et Byun Yo-han »,.
Le tournage débute le 29 juin 2016, et s'est avéré difficile à cause de la température montant jusqu'à 39 °C au lycée Bakmun pour filles (ko) à Incheon, pendant trois semaines. Il devrait s'achever au bout de trois mois.

## Sélections
- L'Étrange Festival 2017 : en sélection officielle
- Utopiales 2017 : en compétition pour grand prix du jury